# Seagnat
Seagnat (также SeaGnat или Sea Gnat) — система постановки пассивных помех, используемая в ВМС стран НАТО для защиты от противокорабельных ракет. Представляет собой 6-ствольную пусковую установку, которая заряжаются различными типами боеприпасов в зависимости от предполагаемой угрозы:
- Mk214 — дипольные отражатели (Seduction Chaff);
- Mk216 — дипольные отражатели (Distraction Chaff);
- Mk245 — инфракрасная ловушка;
- Mk251 — передатчик активных помех.

Пассивные помехи предназначены для создания искусственных целей высокой заметности и отвлечения систем наведения ракет от реальных целей.
Боеприпас имеет пороховой ускоритель, парашют для замедления падения и крыло-парус для горизонтального перемещения. Диаметр патрона 125 мм, длина — около 1 м.